# Cybalomia
Cybalomia is een geslacht van vlinders uit de familie van de grasmotten (Crambidae), uit de onderfamilie van de Glaphyriinae. De wetenschappelijke naam en de beschrijving van dit geslacht werden voor het eerst gepubliceerd in 1863 door Julius Lederer.
De typesoort van het geslacht is Botys pentadalis Lederer, 1863

## Soorten
- C. albilinealis (Hampson, 1896)
- C. arenalis Hampson, 1913
- C. arenosalis Rebel, 1912
- C. azzalana Rothschild, 1921
- C. cataclystalis Hampson, 1913
- C. cervinalis Hampson, 1908
- C. dentilinealis Amsel, 1961
- C. fractilinealis (Christoph, 1873)
- C. fulvomixtalis Zerny, 1914
- C. ghardaialis (Dumont, 1931)
- C. gratiosalis Christoph, 1887
- C. gyoti Rebel, 1909
- C. haplogramma Meyrick, 1937
- C. lactealis (Rothschild, 1915)
- C. ledereri Rothschild, 1921
- C. leucatalis Hampson, 1913
- C. pentadalis (Lederer, 1855)
- C. pulverealis Hampson, 1913
- C. simplex Warren & Rothschild, 1905
- C. simplicialis (Rothschild, 1915)
- C. triplacogramma Meyrick, 1937